# HJK Helsinki (féminines)
Pour le club de football masculin, voir HJK Helsinki.
Pour les articles homonymes, voir HJK (homonymie).
Maillots
La sélection féminine du Helsingin Jalkapalloklubi (aussi appelé HJK Helsinki) est un club de football féminin finlandais basé à Helsinki, capitale du pays.
Cette sélection est celle qui a remporté le championnat de Finlande de football féminin le plus grand nombre de fois avec 24 victoires. De plus, elle a remporté la Coupe de Finlande de football féminin à 18 reprises.

## Histoire
HJK a décidé d'inclure le football féminin dans son programme en 1971, et la même année, le championnat finlandais a été disputé pour la première fois. HJK a couronné sa première saison par un titre de champion et a remporté cinq titres consécutifs. Ce n'est qu'en 1976 que Kemin Into a évincé HJK de son trône, en remportant deux titres consécutifs. Cependant, HJK est revenu au sommet en 1979. HJK a commencé les années 1980 sur une note forte, en remportant les championnats finlandais en 1980 et 1981, et en devenant la première équipe féminine à réaliser le doublé en 1981. La Coupe de Finlande féminine (alors appelée STS-Cup) a été introduite en 1981, et HJK a également remporté la première édition de la coupe. Lors de la première finale de la coupe, HJK a battu Kemin Into après des tirs au but, sur un score de 4–3, après un match nul 0–0 à la fin du temps réglementaire. Les années 1980 ont apporté à HJK six titres de champion et quatre victoires en Coupe de Finlande. Le doublé a été réalisé trois fois : en 1981, 1984 et 1986. Les années 1980 ont également vu HJK connaître sa seule absence du podium dans le championnat SM, en 1983, où l'équipe a terminé à la cinquième place. L'histoire de succès de HJK s'est poursuivie dans les années 1990, avec sept titres de champion. HJK a remporté le championnat sept fois de suite, de 1995 à 2001. L'équipe a également remporté la Coupe de Finlande à cinq reprises : en 1991, 1992, 1993, 1998 et 1999. HJK a remporté le doublé à quatre reprises (1991, 1992, 1998, 1999). L'entraîneur de HJK à la fin des années 1990 et au début des années 2000 était Timo Lounio, qui, assisté de Maija Liukkonen, a mené HJK à quatre titres de champion et trois victoires en Coupe de Finlande. Lounio a également dirigé HJK vers le succès en Coupe de l'UEFA dans les années 2000.

## Palmarès
| Championnats nationaux | Coupes nationales |
| - Championnat de Finlande féminin (24) - Champion : 1971, 1972, 1973, 1974, 1975, 1979, 1980, 1981, 1984, 1986, 1987, 1988, 1991, 1992, 1995, 1996, 1997, 1998, 1999, 2000, 2001, 2005, 2019, 2024. | - Coupe de Finlande féminine (18) - Vainqueur : 1981, 1984, 1985, 1986, 1991, 1992, 1993, 1998, 1999, 2000, 2002, 2006, 2007, 2008, 2010, 2017, 2019, 2024. - Finaliste : 1988, 1994, 1996, 2001, 2003, 2004, 2009, 2013, 2015, 2022, 2023. - Coupe de la Ligue finlandaise féminine (5) - Vainqueur : 2009, 2010, 2011, 2012, 2023. - Finaliste : 2007. |